# Simple Simon (canción de INXS)
Simple Simon es el disco sencillo debut del grupo australiano de rock INXS, publicado en 1980, sólo en Australia y Francia.
Simple Simon es una canción compuesta por cinco de los miembros de INXS, Michael Hutchence, Andrew Farriss, Jon Farriss, Tim Farriss y Garry Gary Beers. Kirk Pengilly colabora con sus compañeros en el lado B We Are the Vegetables. El título del lado B se refiere al primer nombre que tuvo la banda en sus inicios en 1978.
El sencillo se publicó sólo en Australia por Deluxe Records en formato de 7 pulgadas, y más tarde en Francia por RCA Victor. El tema no se incluyó en el primer álbum de la banda que fue lanzado en octubre de 1980, aunque posteriormente se incluyó en el recopilatorio INXSIVE de 1982.

## Formatos
En disco de vinilo
7 pulgadas. 1980 Deluxe Records 103586 . 1980 RCA Victor PB 8596 .
| Lado A |                |          |  |
| N.º    | Título         | Duración |  |
| 1.     | «Simple Simon» | 2:32     |  |

| Lado B |                         |          |  |
| N.º    | Título                  | Duración |  |
| 1.     | «We Are the Vegetables» | 1:53     |  |